# Nosoljin
Nosoljin (cyr. Носољин) – wieś w Serbii, w okręgu raskim, w gminie Raška. W 2011 roku liczyła 168 mieszkańców.